# Protein-Fragment Complementation Assay

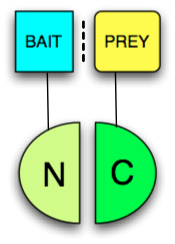
Prinzip des protein fragment complementation assays, nur wenn beide Fragmente aneinander gebunden sind, kann der Nachweis erfolgen. In diesem Beispiel ist das N-terminale Fragment an das Köderprotein gebunden und das C-terminale Fragment an das Beuteprotein

Ein Protein-fragment Complementation Assay, kurz PCA, ist eine biochemische Methode zur Detektion von in vivo Protein-Protein-Interaktionen.

## Prinzip
Ein PCA ist eine Methode zum Nachweis einer Bindung durch Komplementation von Fragmenten eines Reporterproteins, das zuvor in zwei inaktive Teile zerlegt wurde. Je ein Teil wird an die beiden zu untersuchenden Proteine als Fusionsprotein angehängt, wodurch bei einer Bindung der beiden Proteine die angehängten Teile rekonstituiert und das Reporterprotein aktiv wird. Ein Fragment wird als Fusionsprotein an ein Köderprotein (engl. bait protein) gekoppelt, das zweite Fragment an ein Beuteprotein (engl. prey protein).
- Bimolekulare Fluoreszenzkomplementation
- Dihydrofolatreduktase (DHFR)[1]
- Beta-Lactamase[2][3]
- Yeast Gal4 (wie im Yeast Two-Hybrid System)
- Split-TEV (Tobacco etch virus-Protease)[4]
- Luciferase[5]
- Ubiquitin[6]
- Grün fluoreszierendes Protein (split-GFP), z. B. EGFP[7][8][9]
- LacZ (beta-Galaktosidase)[10]

## Anwendung
Zur in vivo Selektion von Antikörpern wird das Enzym Dihydrofolatreduktase verwendet, welches in zwei Proteinfragmente geteilt wird, die einzeln nicht funktionell sind. Der Genabschnitt, der für einen Teil des Enzyms codiert, wird die genetische Information eines Antigens fusioniert. Dadurch erhält dieser Enzymteil das Antigen als Protein-Tag. Der andere Teil des Enzyms bekommt nun auf ähnliche Weise ein Antikörperfragment, in Form einer Bibliothek angehängt. Bindet nun einer der zufälligen Antikörper an das Antigen, so werden die beiden Hälften des Enzyms wieder nahe genug zusammengebracht, dass sie ein aktives Enzym bilden können. Da es sich bei der Dihydrofolatreduktase um ein Enzym handelt, das die Bakterienzellen zum Überleben benötigen, werden nur diejenigen Zellen überleben, die einen passenden Antikörper zum Antigen besitzen. Diese Zellen werden dann in der Regel vermehrt und der Genabschnitt, der für den Antikörper codiert, sequenziert um den Antikörper näher zu untersuchen.